# Сахибназаров, Юлдаш
Юлдаш Сохибназаров (1902—1979) — советский государственный, политический и общественный деятельТаджикской ССР; кавалер ордена Ленина.

## Биография
Родился в 1902 году в дехканской семье Гиссарского бекства Бухарского эмирата.
В годы становления советской власти возглавил по месту жительства добровольческий отряд краснопалочников, отстаивавший народную власть в Гиссарском вилаяте, одном из определяющем регионе Восточной Бухары, затем работал на руководящих должностях в Кокташском районе Таджикской CСР.
Осенью 1922 года, когда в Восточной Бухаре начались военные действия предводителя басмачества Ибрагим-бека и отрядов, возглавляемых турецким офицером Салим-пашой против них выступили красноармейцы и местные добровольческие вооружённые отряды. В их числе отряды под командованием Усто Шарифа (из Душанбе), Карши-аксакала (из Явана), Муллошарифа Рахимова (из Гиссара), Юлдаша Сахибназарова (из Локая), Каро-командира (из Дахана-киика) и других. 15 июля 1923 года совместными усилиями красноармейцев и добровольческих отрядов басмаческие банды и вооружённые до зубов отряды Салим-паши, действовавшие в Гиссарской и Локайской долинах, были разгромлены..
По воспоминаниям современников добровольческому отряду (числ. до 50 чел.), действовавшему под руководством Ю. Сахибназарова, народная власть доверяла особо важные охранные миссии. Памятен случай, когда его отряд сопровождавший караван с продовольствием, трое суток отбивался от беспрерывных атак нескольких групп басмачей, пытавшихся захватить народное добро, — и, благодаря мужеству и стойкости бойцов Юлдаша-командира, народный груз в полной сохранности был доставлен к месту назначения.
11 октября 1939 года «За выдающиеся успехи в сельском хозяйстве Таджикской ССР — перевыполнение плана по сбору хлопка» указом Президиума Верховного Совета СССР председатель колхоза «Партизани Сурх» Кокташского района Таджикской ССР Ю. Сахибназаров удостоен высшей государственной награды Ордена Ленина.
1942 — председатель Кокташского районного исполнительного комитета Таджикской ССР.
Умер в 1979 году.

## Память
В память о Юлдоше Сахибназарове установлен памятник — бюст на Аллее славы Мемориального комплекса в пгт Ленинском ныне — пгт Сомониён района Рудаки Республики Таджикистан, посвящённого выдающимся людям и событиям в истории Таджикистана.

## Примечание
1. ↑  Установление Советской власти в Центральном и Южном Таджикистане, Начало политических, социально-экономических и культурных преобразований в стране — Таджикский народ в период… studexpo.ru. Дата обращения: 4 апреля 2020.
2. ↑  .http://kniga.seluk.ru/k-politologiya/712085-5-basmachestvo-vozniknovenie-suschnost-krah-turkestanskaya-biblioteka-wwwturklibru-turkistan-library-zevelev-aleks.php
3. ↑  сентября 1932 г. 119 страница. mybiblioteka.su. Дата обращения: 4 апреля 2020. Архивировано 16 февраля 2022 года.
4. ↑    - Российская государственная библиотека. search.rsl.ru. Дата обращения: 4 апреля 2020. Архивировано 12 июня 2018 года.